# 裂化反应
在石油化學、石油地質學及有機化學中，裂解是將複雜的乾酪根及長鏈重質烃的碳-碳鍵分裂成更單純的分子，裂解反應速率及最終產品與溫度及催化劑的有無有極大的相關。裂解是一種將長鏈烃類轉換成短鏈烃類的過程，這個過程可能需要高溫高壓。簡單來說裂解是將分子在高溫、催化劑及溶劑環境中分離，例如破壞蒸餾或熱裂解。液態觸媒裂解會產出大量的液化石油氣及汽油，而加氢裂解則是航空燃料、柴油及石油腦的主要生產方式，並會產出液化石油氣。

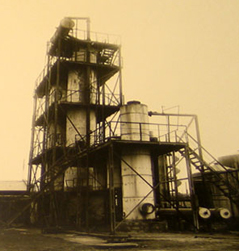
1934年苏联巴库的炼油厂使用舒霍夫裂化过程。

## 歷史及專利
在數種熱裂解方法中，俄羅斯工程師弗拉基米尔·舒霍夫在1891年率先研發並申請專利，但並沒有更深入的相關研究，1908年美國威廉·M·伯顿及罗伯特·E·汉弗莱獨自研發及註冊美國專利，他們的處理優點是冷凝器及鍋爐都維持在壓力中。
早期的製程都是批次的而不是連續的，且有許多類似的專利製程相繼在美歐註冊專利，但不是每個都很實用，1924年美國Sinclair石油公司拜訪舒霍夫，表示希望能夠將由舒霍夫製程延伸的伯顿和汉弗莱專利製程無效化，以避免使用該製程的其他對手壯大，舒霍夫滿足了他們的需求也表示了俄羅斯的石油工業可以很輕易的擁有自己的石油裂解設施不是只會免費抄襲美國專利。但就在幾年後俄國革命後俄國迫切需要發展工業及取得外國的技術交換，最終俄國的石油工業還是從美國及其他國家得到相關技術。再不久後液體催化裂解製程被研發了並取代許多純熱裂解的設施，但純熱裂解設施還是有其用處，因為並不是全部原料及最終產品都能從液體催化裂解製程中獲得滿足，例如石油腦、燃料及焦炭的生成還是沿用純熱裂解製程，但純熱裂解也發展出其他更複雜的處理程序例如：減黏裂化、蒸氣裂解及焦化。

## 化學原理
裂解時會發生許多化學反應，大部份是由自由基起始反應，電腦模擬可以幫助預測反應途徑，主要的反應包括：

### 起始
由單一分子裂解成兩個自由基，只有小部份的分子會參與初始反應，但這是必須的，因為需要這一小部份分子產生自由基以驅動剩下的裂解反應，蒸氣裂解通常是將兩個碳分子間的化學鍵打破而不是碳氫間的鍵結。
CH3CH3→2CH3.

### 氫氣提煉
自由基將另一個分子的氫原子移除，使另一個分子轉換成自由基
CH3.+CH3CH3→CH4+CH3CH2.

### 自由基分解
自由基分解成兩個分子一個烷烴，和另一個自由基此過程產生烷烴產品CH3CH2→CH2=CH2+H.

### 添加自由基
與自由基分解相反，一個自由基與一個烷烴分子反應，此反應為使用較重質的原料產生芳香族類製品。
CH3CH2.+CH2=CH2→CH3CH2CH2CH2.

### 終止
兩個自由基互相反應形成一個非自由基分子。有兩種常見反應，一為重組，是將兩個自由基結合，另一則是不平衡反應，是一個自由基將一個氫原子轉換到另一個自由基，形成烯烴及烷烴。
CH3.+CH3CH2.→CH3CH2CH3
CH3CH2.+CH3CH2.→CH2=CH2+CH3CH3

### 範例：丁烷裂解
此反應丁烷可能在三個位置被斷裂
48%斷在CH3-CH2鍵間
CH3/CH2-CH2CH3
此反應做中會得到一個烷烴及一個烯烴CH4+CH2=CH-CH3
38%斷在CH2-CH2間
CH3CH2/CH2CH3
最終得到一個烯烴及一個不同的烷烴
14%斷在碳氫間
H/CH2-CH2-CH2-CH3
最終得到一個烯烴及一個氫分子

## 裂解方法

### 加熱法
此為第一個烴類裂解的方法，熱裂解是吉布斯自由能公式中以火商為支配官能基而非以火含為主的，雖然碳碳單鍵間由離能相對較高，且裂解是高度吸熱的反應，但能使較大的火商分子分裂成數個較小的分子有利裂解反應。

#### 熱裂解
較先進的高壓熱裂解需在7000kpa環境中進行，輕質且含大量氫原子的原料會發生不平衡反應並耗盡氫原子，此至成主要生產聚和單體。
熱裂解現階段為生產燃油或石油焦炭，這兩種產物可以再蒸汽裂解或熱解製程中產出有用的乙烯及提供其他石油工業做為原料使用，若再叫低溫的延遲交化處理可以得到高結晶的針狀焦炭可用於鋼鋁業的電極製作。威廉·M·伯顿最早在1912發展熱裂解，再371~399度及90psi壓力中操作，為伯顿法，1921年Dubbs發展出更先進的熱裂解法，在399~460度溫度中操作，為Dubbs法，在1940年催化裂解法發展前被提煉業界廣泛使用。

#### 蒸氣裂解
將飽和烴分裂成不飽和烴類，通常是生產輕質烯烴如石蠟及乙烯丙烯原料為輕油或液化石油氣，加入蒸氣並快速通過約850度的無氧高溫爐並以冷卻油降溫終止反應。產品取決於原料的種類、蒸氣比及加熱時間，較高的裂解溫度會得到較多的丙烯及苯類，較低的加熱溫度會的到丙烷、四碳烴類及液體產品，但會在反應器內型成碳殘留降低反應效率，這套設備使用數個月就必須將爐心卸下並接上水蒸氣將堆積在爐壁的積碳轉變成一氧化碳和二氧化碳，而在清理後又可以將反應設備裝回繼續使用。

### 觸媒法
催化法需要酸性的催化劑通常是固體的矽鋁或沸石，將鍵結切斷並產生一碳正離子及一非常不穩定的氫負離子，對碳的自由基及陰離子都是非常不穩定的，並發生重組，再裂解時碳碳鍵的B位段鍊，及分子間內的氫原子轉移，此兩種處理法的媒介(自由基及離子)是永遠會再生的，所以這是一連鎖反應，最後會是因自由基或離子的重組而停止反應。

#### 液態觸媒裂解
此法再現今被廣泛使用因為燃油需求大增，舊型反應器以磐土為催化劑，新型的則以沸石為觸媒，原料需先預熱，並以噴嘴射向液態的高溫觸媒，將元量轉為氣態，並催化裂解反應，爭氣向高處飄並以氣流分離最後成品為汽柴油及石油氣，觸媒會因反應而被焦炭包負降低活性，因此觸媒化被送入脫離器以蒸氣移除孔隙中的烴類殘留物，再以高溫及氧氣燒掉殘碳並提供下一個反應所需的熱及活性並重複這個循環。此法所得的汽油可提高辛烷值但儲存及使用時會因為石蠟而對油槽及噴油嘴產生殘留物，以及穩定度的下降。

#### 加氫裂解
此為一種加以氫氣協助反應的觸媒裂解，與加氫處理不同的地方在於加氫裂解是將C-C鍵斷裂而不是C-S或C-N(加氫處理是在裂解以前的前處理以保護反應觸媒)此裂解主產物是飽和烴類，依反應條件不同而產物會從乙烷、石油氣到更重的烴類，通常加氫裂解反應使用的觸媒是兩用的能重組並切斷烴鍊以及加入一個氫原子到芳香族鍊中得到石油腦。反應主產物為航空燃油及柴油還有一部分低硫石油腦及石油氣，此法在歐亞較常見因為美國柴油用量相對較少。
加氫的主要用途是
1避免因高石蠟含量而產生的多環芳香族
2減少焦油型成
3提高純度
4避免觸媒產生焦炭堆積
5將原料中硫氮轉換成硫化氫及氨
6得到高16烷含量燃料

## 其他類似
- 蒸汽重整